# Roscanvel

Roscanvel este o comună în departamentul Finistère, Franța. În 1 ianuarie 2022 avea o populație de 825 de locuitori.